# Liste der denkmalgeschützten Objekte in Hohenau an der March
Die Liste der denkmalgeschützten Objekte in Hohenau an der March enthält die 11 denkmalgeschützten, unbeweglichen Objekte der Marktgemeinde Hohenau an der March im niederösterreichischen Bezirk Gänserndorf.

## Denkmäler
| Foto |                 | Denkmal                                                                      | Standort                                     | Beschreibung                                                                                        | Metadaten |
| ---- | --------------- | ---------------------------------------------------------------------------- | -------------------------------------------- | --------------------------------------------------------------------------------------------------- | --- |
| ja   | Datei hochladen | Fürstlich Liechtensteinsche Presshäuser HERIS-ID: 10493 Objekt-ID: 6552      | bei Adamstal 1 Standort KG: Hohenau          | Im 18. Jahrhundert errichtete Presshäuser am Fuß des Kellerberges.                                  | BDA-Hist.: Q38071200 Status: Bescheid Stand der BDA-Liste: 2025-06-30 Name: Fürstlich Liechtensteinsche Presshäuser GstNr.: 1531, 1532, 1533, 1544/1, 1544/16 Fürstlich Liechtensteinsche Presshäuser, Hohenau an der March |
| ja   | Datei hochladen | Ehem. Jüdischer Friedhof HERIS-ID: 10491 Objekt-ID: 6550                     | bei Falkengasse 10 Standort KG: Hohenau      | 1879 errichtet, 1938 stillgelegt.                                                                   | BDA-Hist.: Q38071117 Status: § 2a Stand der BDA-Liste: 2025-06-30 Name: Ehem. Jüdischer Friedhof GstNr.: 1270/2 Jewish cemetery, Hohenau an der March                                                                       |
| ja   | Datei hochladen | Glockenturm HERIS-ID: 10494 Objekt-ID: 6553                                  | bei Glockenturmgasse 51 Standort KG: Hohenau | Dreigeschoßiger Turm, 1745 erbaut, 1967–1968 versetzt.                                              | BDA-Hist.: Q38071239 Status: § 2a Stand der BDA-Liste: 2025-06-30 Name: Glockenturm GstNr.: 3150/1 Glockenturm Hohenau an der March                                                                                         |
| ja   | Datei hochladen | Emil Kuntner-Hauptschule HERIS-ID: 10489 Objekt-ID: 6548                     | Hauptstraße 27 Standort KG: Hohenau          | 1910–1912 erbaut, auch Heimatmuseum.                                                                | BDA-Hist.: Q38071098 Status: § 2a Stand der BDA-Liste: 2025-06-30 Name: Emil Kuntner-Hauptschule GstNr.: 348 |
| ja   | Datei hochladen | Lichtsäule, sog. Schwedenkreuz HERIS-ID: 10495 Objekt-ID: 6554               | bei Hausbrunnerstraße 9 Standort KG: Hohenau | Tabernakel mit Pyramidendach um 1600, mehrfach versetzt.                                            | BDA-Hist.: Q38071287 Status: § 2a Stand der BDA-Liste: 2025-06-30 Name: Lichtsäule, sog. Schwedenkreuz GstNr.: 1231/3 |
| ja   | Datei hochladen | Pfarrhof HERIS-ID: 10488 Objekt-ID: 6547                                     | Kirchengasse 2 Standort KG: Hohenau          | Eingeschoßiger Hof mit Walmdach, erbaut 1785/86.                                                    | BDA-Hist.: Q38071067 Status: § 2a Stand der BDA-Liste: 2025-06-30 Name: Pfarrhof GstNr.: 490/1, 490/2, 491 Pfarrhof Hohenau an der March                                                                                    |
| ja   | Datei hochladen | Kath. Pfarrkirche Auffindung des hl. Kreuzes HERIS-ID: 10486 Objekt-ID: 6545 | Kirchengasse 33 Standort KG: Hohenau         | Langbau mit massigem Nordturm, der Umbau von 1693 bestimmt den frühbarocken Charakter des Gebäudes. | BDA-Hist.: Q38071038 Status: § 2a Stand der BDA-Liste: 2025-06-30 Name: Kath. Pfarrkirche Auffindung des hl. Kreuzes GstNr.: 1 Pfarrkirche Auffindung des hl. Kreuzes, Hohenau an der March                                 |
| ja   | Datei hochladen | Kirchhof HERIS-ID: 10485 Objekt-ID: 6544                                     | bei Kirchengasse 33 Standort KG: Hohenau     | Ehemaliger Friedhof südseitig mit alter Kirchhofmauer, 1927 aufgelassen.                            | BDA-Hist.: Q38071029 Status: § 2a Stand der BDA-Liste: 2025-06-30 Name: Kirchhof GstNr.: 2 |
| ja   | Datei hochladen | Rathaus HERIS-ID: 10490 Objekt-ID: 6549                                      | Rathausplatz 1 Standort KG: Hohenau          | 1929/30 erbautes Gebäude mit dreigeschoßigem Haupttrakt und zweigeschoßigen Nebengebäuden.          | BDA-Hist.: Q38071108 Status: § 2a Stand der BDA-Liste: 2025-06-30 Name: Rathaus GstNr.: 3150/68 Rathaus Hohenau an der March                                                                                                |
| ja   | Datei hochladen | Friedhof mit Kapelle HERIS-ID: 10487 Objekt-ID: 6546                         | bei Rathausstraße 51 Standort KG: Hohenau    | 1895 geweihter Friedhof mit neugotischer Kapelle.                                                   | BDA-Hist.: Q38071049 Status: § 2a Stand der BDA-Liste: 2025-06-30 Name: Friedhof mit Kapelle GstNr.: 1484/2 Friedhof Hohenau an der March                                                                                   |
| ja   | Datei hochladen | Flur-/Wegkapelle HERIS-ID: 10732 Objekt-ID: 6794                             | Standort KG: Hohenau                         | Hoher Ziegelbau mit Satteldach auf dem Kellerberg.                                                  | BDA-Hist.: Q38077838 Status: § 2a Stand der BDA-Liste: 2025-06-30 Name: Flur-/Wegkapelle GstNr.: 3164 |